# Стречньянський Град
Стречньянський Град (словац. Strečniansky hrad) — замок у північно-західній Словаччині.

## Місцезнаходження
У селі Стречно неподалік від Жиліни.

## Історія
Замок виник в кінці XIII — початку XIV століття. За легендою його побудував Матуш Чак. До середини XV століття був королівським, потім належав багатьом власникам. У XVII столітті війська Леопольда I (імператор Священної Римської імперії) взяли замок, який належав бунтівному Текелі штурмом і зруйнували стіни. У 1990-х замок був реставрований і відкритий для широкої громадськості.

## Галерея

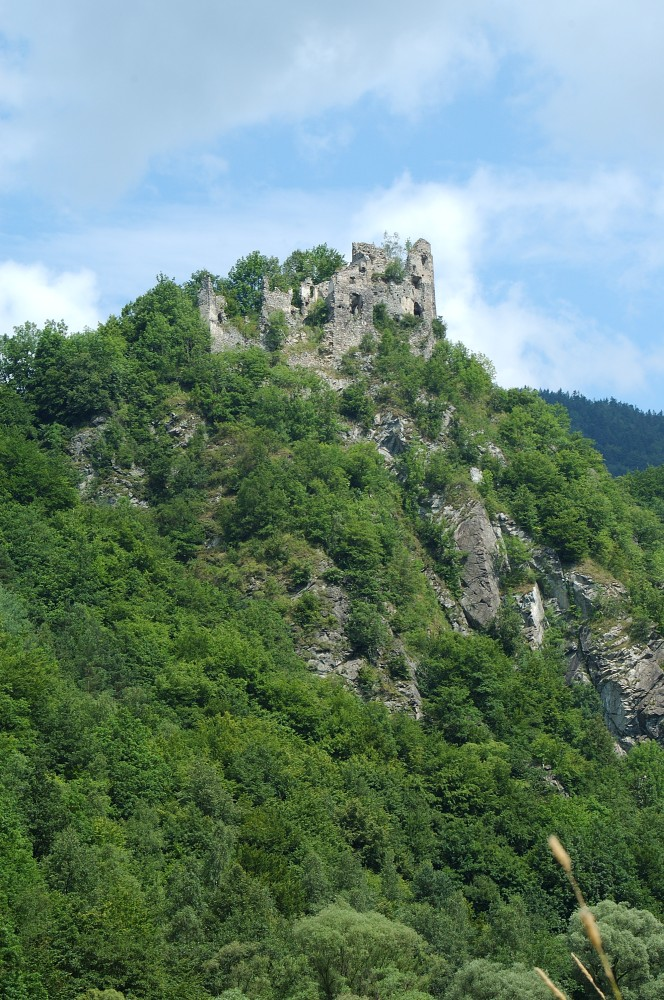
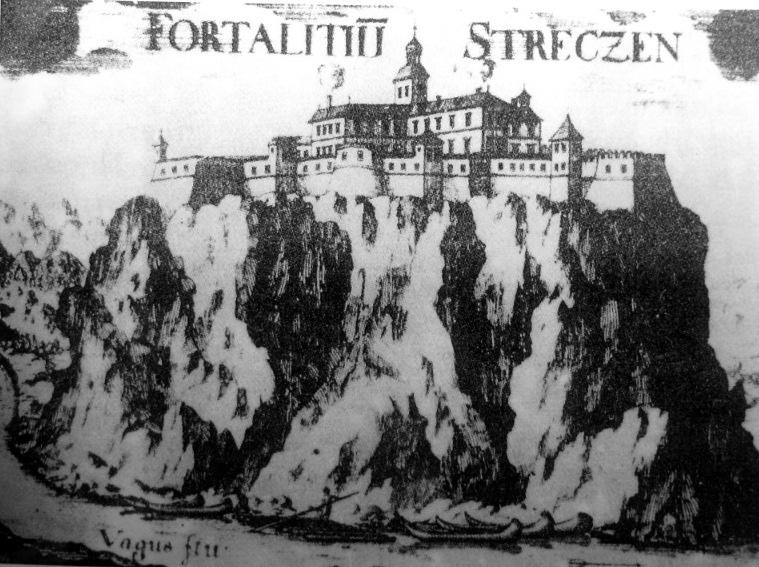
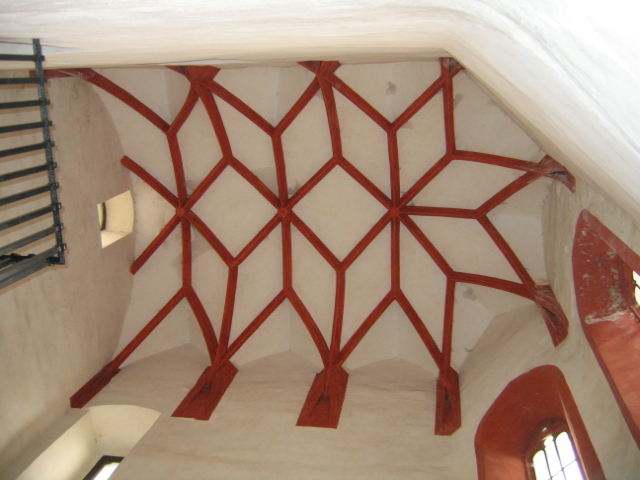
Каплиця